# فندق بولسكي

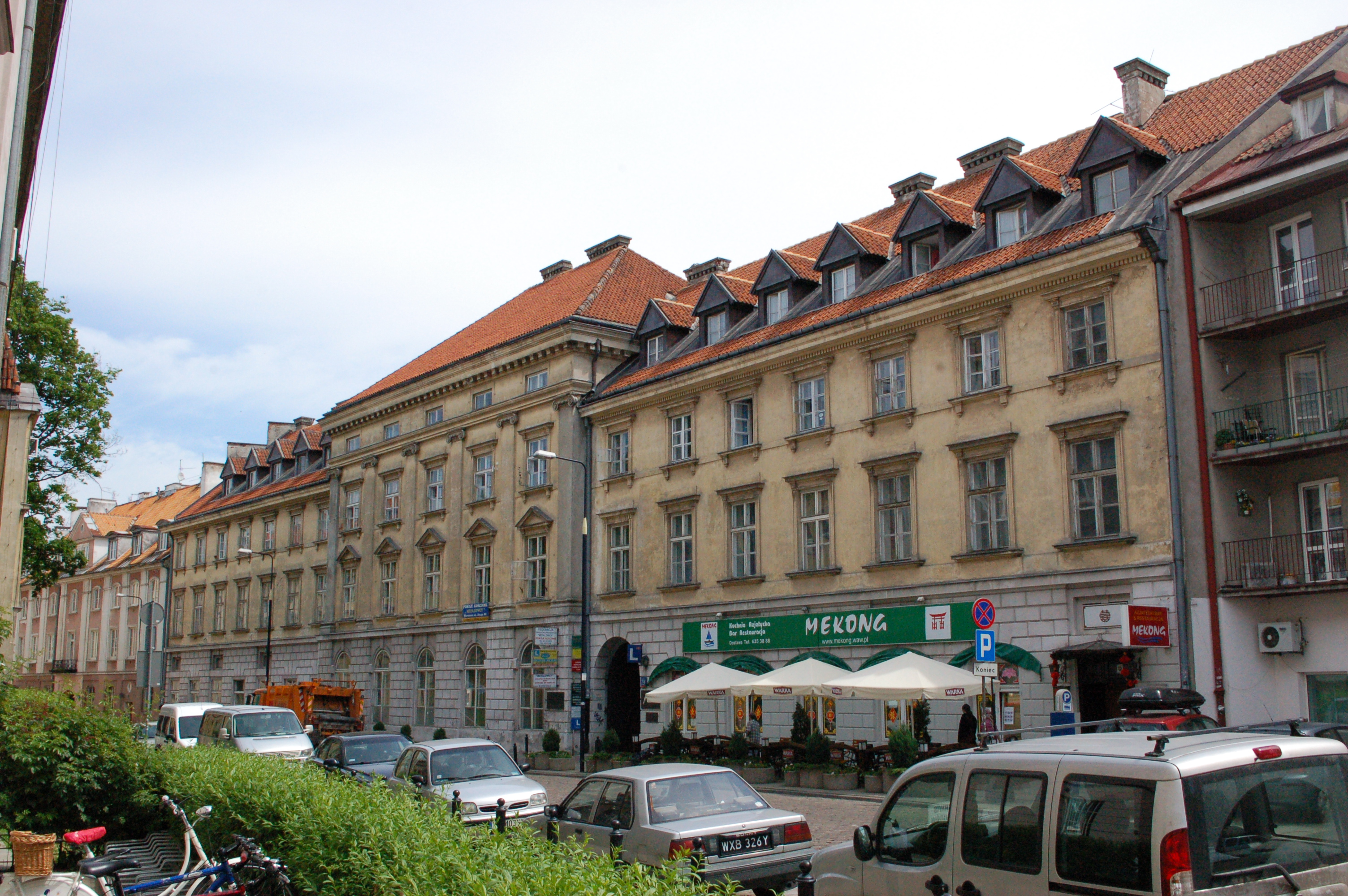
واجهة فندق بولسكي السابق في وارسو.

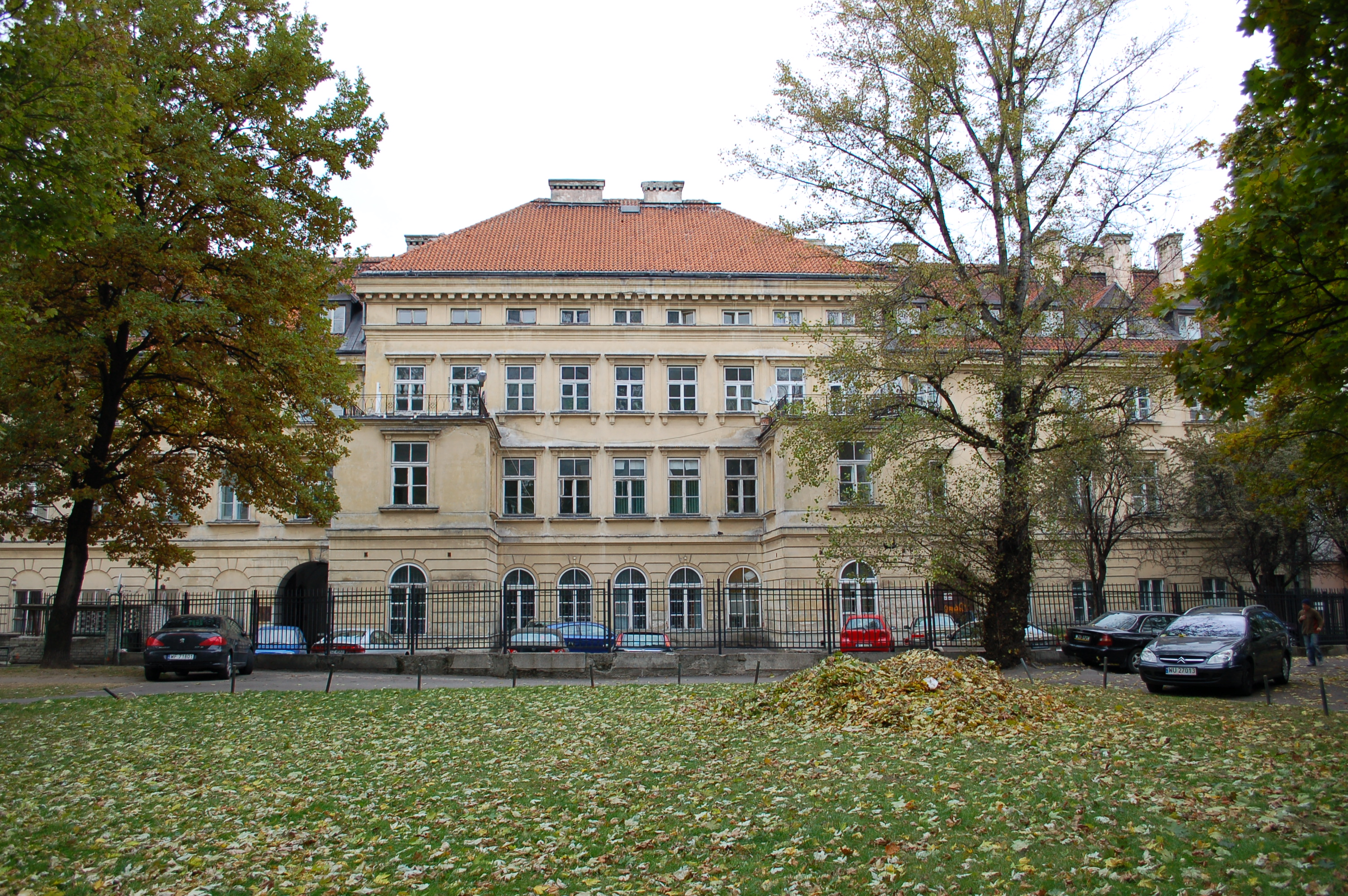
الواجهة الخلفية لفندق بولسكي السابق في وارسو.

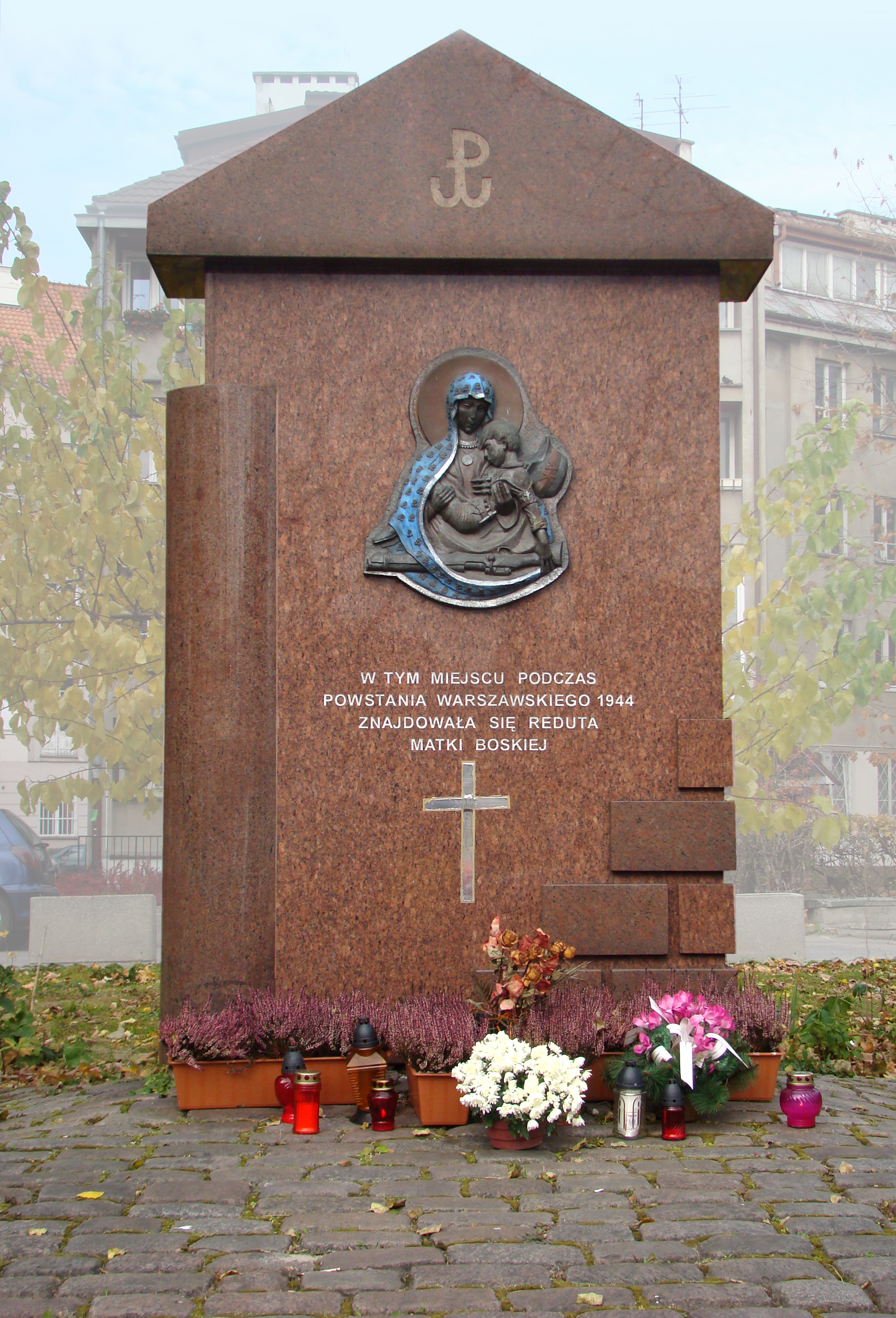
نصب تذكاري لإحياء ذكرى القتال في موقع فندق بولسكي أثناء انتفاضة وارسو

فندق بولسكي (مضاءة. فندق بولندي)، الذي أفتتح في عام 1808، كان فندقًا في óródmieście، وارسو، بولندا، في 29 شارع دلوغا.
في عملية التطهير التي أعقبت تصفية حي وارسو اليهودي عام 1943، استخدم الألمان الفندق كطعم لليهود المختبئين في وارسو. هناك تظاهر العملاء الألمان والمتعاونون معهم من اليهود أن اليهود يمكنهم شراء جوازات سفر أجنبية ووثائق أخرى، ومن ثم ترك الأراضي التي احتلتها ألمانيا النازية، كمواطنين أجانب. وسقط ما يقرب من 2500 يهودي في هذا الفخ، واعتقل معظمهم لاحقًا، وانتقلوا إلى معسكرات الاعتقال النازية، وهلكوا في الهولوكوست. تُعرف هذه الحالة باسم «فندق بولسكي أفيار».
في عام 1944 أثناء انتفاضة وارسو، كان المبنى يضم معقلًا للمتمردين البولنديين يُطلق عليه اسم «ريدوت الأم العظيمة»، والذي سمي على اسم لوحة موجودة هناك. تعرض المبنى لأضرار جسيمة أثناء القتال وأعيد تصميمه بعد الحرب.
أُعلن المبنى كموضوع للتراث الثقافي وأدرج في سجل التراث البولندي عام 1965. كُشِف النقاب عن لوحة تذكارية في المبنى في عام 2013.

## فندق بولسكي أفير

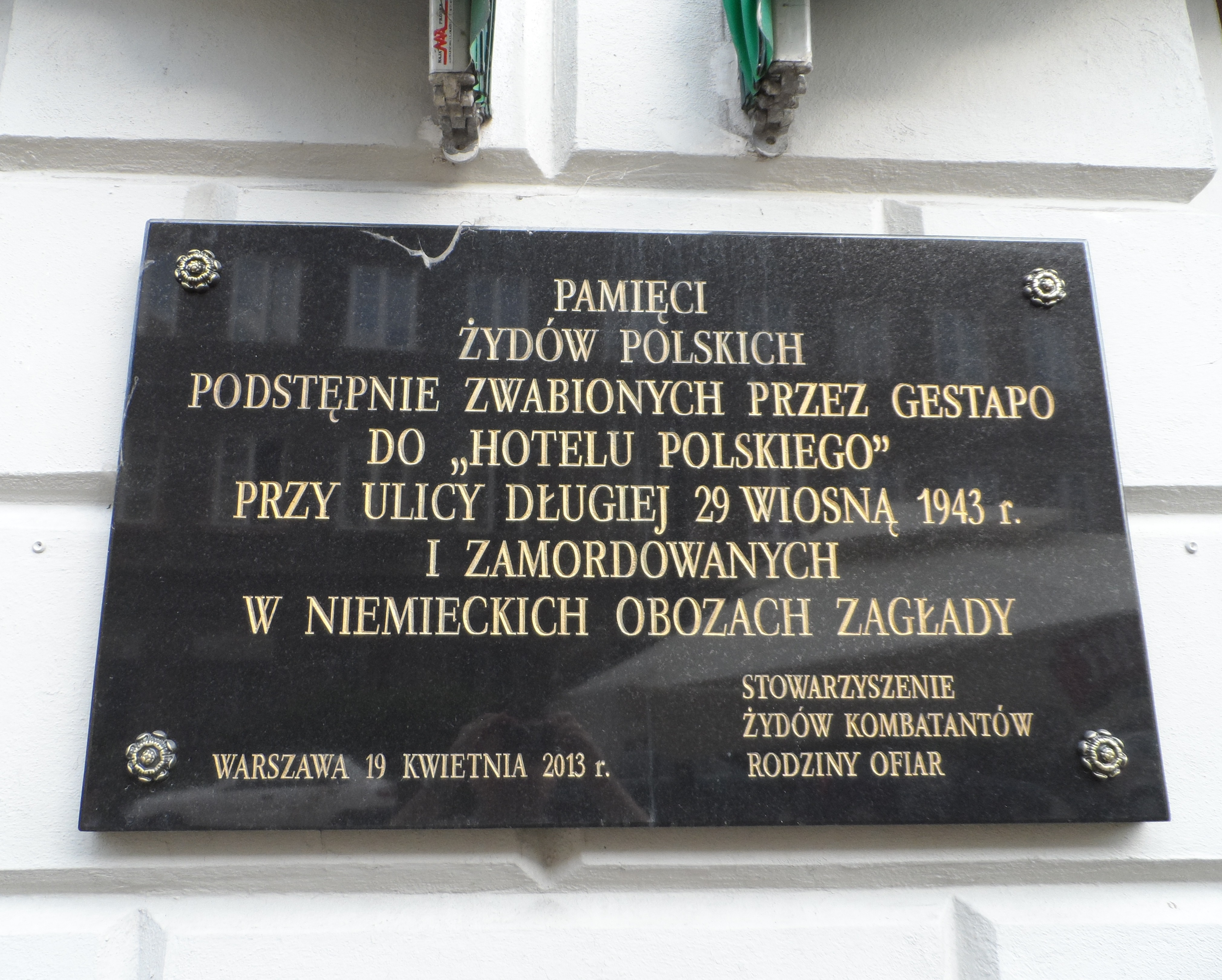
لوحة تخلد ذكرى اليهود البولنديين استدرجهم الجستابو واحتجزوه خلال ربيع عام 1943، ثم قُتلوا في وقت لاحق في الهولوكوست.

بدأت منظمتان يهوديتان من سويسرا ودبلوماسيون بولنديون في أواخر عام 1941، يعملان مع القناصل الفخريين من بعض بلدان أمريكا الجنوبية، في إرسال الوثائق إلى غيتو وارسو، على أمل السماح لليهود في الأحياء اليهودية بالهجرة (حيث كان الألمان أكثر تساهلاً مع الأفراد الذين يمكنهم أن يثبتوا أنهم من مواطني دول محايدة). ومع ذلك، في كثير من الحالات، كان حاملو هذه الشهادات وجوازات السفر قد ماتوا بالفعل بحلول الوقت الذي وصلت فيه هذه الوثائق إلى بولندا المحتلة. أعترض العديد من هذه الوثائق، إن لم يكن كلها، من قبل الجستابو، أو انتهى بها الأمر بأيدي متعاونين يهود مع الجستابو من شبكة أجيف التي يديرها الجستابو (أبرزهم ليون سكوسوفسكي وآدم شوراوين).
بحلول مايو 1943 صُفيَ حي وارسو اليهودي، لكن الآلاف من اليهود نجوا في وارسو، باختبائهم خارج الحي اليهودي. توصل الألمان والمتعاونون معهم من اليهود إلى خطة لإغرائهم. (كانت مشاركة شكوسووسكي في الخطة مهمة للغاية، وتمت الإشارة إليه كمنظم مشارك لخطة فندق بولسكي). متعاون يهودي آخر في الجستابو شارك في قضية فندق بولسكي كان المغني وييرا غران. نشر المتعاونون شائعة مفادها أن اليهود الذين يحملون جوازات سفر أجنبية لدول محايدة سُمح لهم بمغادرة الحكومة العامة، وأن وثائق من دول مثل باراغواي وهندوراس والسلفادور وبيرو وشيلي بأسماء يهود لم يعودوا على قيد الحياة. بيعت (بأسعار مرتفعة، تقدر في الحالات القصوى بما يزيد عن مليون دولار أمريكي) في فندق رويال في 31 شارع شميلنا، ولاحقًا في فندق بولسكي. أعدت العديد من هذه المستندات أو زورت بشكل غير صحيح وهو مالم يدركه المشترون.
أصبح فندق بولسكي مكانًا لتجمع اليهود الذين كانوا يأملون في السماح لهم قريبًا بمغادرة أوروبا التي احتلها النازيون، حيث أشارت الشائعات أيضًا إلى أنه سيكون مكانًا آمنًا. خرج حوالي 2500 يهودي (تتراوح التقديرات إلى 3500) من مخابئهم وانتقلوا إلى فندق بولسكي. حذرت الحركة السرية البولندية اليهود من أن هذا ربما كان فخًا، لكن الكثيرين تجاهلوا التحذيرات. ابتداءً من 21 مايو 1943، تم نقل يهود فندق بولسكي في مجموعات صغيرة من قبل السلطات الألمانية النازية إلى فيتال، وهي مدينة منتجع صحي في فرنسا المحتلة من قبل ألمانيا، والتي كان من المفترض أن تكون نقطة عبورهم؛ وصلت وسائل النقل اللاحقة فقط إلى معسكر اعتقال بيرغن بيلسن في ألمانيا. في 15 يوليو 1943، أعدم الألمان 420 يهوديًا بقوا في الفندق بدون جوازات سفر أجنبية في سجن باويك. بحلول سبتمبر 1943، كشف الألمان أن معظم وثائق الأفراد في معسكرات العبور مزورة، ورفضت حكومات أمريكا الجنوبية الاعتراف بمعظم جوازات السفر. لذلك، بدلاً من نقل اليهود إلى أمريكا الجنوبية، تم إرسال اليهود إلى محتشد اعتقال أوشفيتز في مايو 1943 وأكتوبر 1943. نجا بضع مئات من اليهود الذين كانوا يحملون وثائق فلسطينية، بعد أن استبدلوا بألمان مسجونين في فلسطين. (استشهد المعهد التاريخي اليهودي بعدد الناجين بـ 260؛ تقدر هاسكا عدد الناجين بحوالي 300، مشيرة إلى أنه بسبب التوثيق غير الكامل، لا يمكن تقدير عدد الضحايا أو الناجين بدقة. قام دانيال جوزيك، الذي كان مرتبطًا سابقًا بلجنة التوزيع المشتركة اليهودية الأمريكية، بمساعدة الناجين الفلسطينيين.
وكان من بين ضحايا فندق بولسكي الشاعر إسحاق كاتزينلسون، والروائي اليديشي يهوشوا بيرل، وزعيم المقاومة اليهودية مناحيم كيرزينباوم ، بالإضافة إلى الراقصة البولندية فرانشيسكا مان على الأرجح.